# Katedra św. Marii i św. Heleny w Brentwood
Katedra w Brentwood (ang. The Cathedral Church of SS Mary and Helen) – katedra rzymskokatolicka w Brentwood. Główna świątynia diecezji Brentwood. Mieści się przy Ingrave Road.
Budowa świątyni rozpoczęła się w 1989, zakończyła w 1991, konsekrowana w 1991. Projektantem świątyni był Quinlan Terry. Reprezentuje styl neogotycko-neobarokowy. Posiada jedną wieżę.